# Policlinico universitario Giambattista Rossi
Il policlinico universitario Giambattista Rossi di Verona è una struttura sanitaria situata nel quartiere di Borgo Roma in piazzale Antonio Scuro 10, facente parte dell'Azienda ospedaliera universitaria integrata di Verona assieme all'Ospedale Civile Maggiore di Borgo Trento.
Vi vengono svolte numerose attività d'eccellenza, tra cui oftalmologia (Clinica Oculistica), trapianti, neurochirurgia, chirurgia toracica, centro ustioni e oncoematologia, vantando anche tredici centri di riferimento regionale.
Inoltre è sede della Scuola di Medicina dell'Università di Verona.